# Eoin Toal
Eoin Toal (Armagh, 15 de febrero de 1999) es un futbolista británico que juega en la demarcación de defensa para el Bolton Wanderers F. C. de la EFL League One.

## Selección nacional
Hizo su debut con la selección de Irlanda del Norte el 17 de octubre de 2023 en un partido de clasificación para la Eurocopa 2024 contra Eslovenia que finalizó con un resultado de 0-1 a favor del combinado esloveno tras el Adam Čerin.

## Clubes
| Club                   | País              | Año       | Partidos | Goles |
| ---------------------- | ----------------- | --------- | -------- | ----- |
| Armagh City F. C.      | Irlanda del Norte | 2015-2017 | 52       | 0     |
| Derry City F. C.       | Irlanda del Norte | 2017-2022 | 152      | 6     |
| Bolton Wanderers F. C. | Inglaterra        | 2022-     | 104      | 10    |

## Palmarés

### Títulos nacionales
| Título     | Club                   | País       | Año  |
| ---------- | ---------------------- | ---------- | ---- |
| EFL Trophy | Bolton Wanderers F. C. | Inglaterra | 2023 |